# Albert Jan Maat
Albert Jan Maat (n. 8 februarie 1953, Heino⁠(d), Overijssel, Țările de Jos) este un om politic neerlandez, membru al Parlamentului European în perioada 1999-2004 din partea Țărilor de Jos. Este membru al partidului Christen-Democratisch Appèl, parte a Partidul Popular European.